# Actinotrophon
Actinotrophon is een geslacht van weekdieren uit de klasse van de Gastropoda (slakken).

## Soorten
- Actinotrophon actinophorus (Dall, 1889)
  - = Boreotrophon actinophorus Dall, 1889
  - = Poirieria (Actinotrophon) actinophora (Dall, 1889)
  - = Poirieria actinophora (Dall, 1889)
  - = Trophon (Boreotrophon) actinophorus Dall, 1889
- Actinotrophon fragilis (Houart, 1996)
  - = Poirieria (Actinotrophon) fragilis Houart, 1996
  - = Poirieria fragilis Houart, 1996
- Actinotrophon tenuis (Houart, 2001)
  - = Poirieria (Actinotrophon) tenuis Houart, 2001
  - = Poirieria tenuis Houart, 2001

### Niet geaccepteerde namen
- = Actinotrophon planispina (E. A. Smith, 1892) => Enixotrophon planispinus (E. A. Smith, 1906)